# Werner Moskopp
Werner Moskopp (* 21. Januar 1977 in Koblenz) ist ein deutscher Philosoph, Autor und Hochschullehrer der Universität Koblenz.

## Leben
Werner Moskopp wurde am 21. Januar 1977 in Koblenz geboren und wuchs dort auf. Er ist verheiratet und Vater eines Sohnes. Nach dem Magisterstudium der Philosophie, Psychologie und Germanistik an der Universität Koblenz-Landau (seit 1. Januar 2023 Universität Koblenz) von 1997 bis 2003, promovierte er 2008 bei dem Kulturphilosophen Rudolf Lüthe (* 1948) in Philosophie mit einer Arbeit zu „Struktur und Dynamik in Kants Kritiken“. Die Dissertation wurde mit summa cum laude ausgezeichnet. Seit 2010 ist er wissenschaftlicher Mitarbeiter von Matthias Jung (* 1960), der ihn mit dem Pragmatismus in Kontakt brachte, am Seminar für Philosophie der Universität Koblenz. Ab 2022 hat er zusätzlich einen Lehrauftrag für Ethik und Soziale Arbeit an der Hochschule Koblenz. Zudem gab er von 2003 bis 2010 Philosophiekurse an der VHS Weißenthurm und zusätzlich seit 2005 philosophische Kurse und Sonntags-Symposien, mit wechselnden Themen und moderierten philosophischen Diskussionen, bei der VHS Koblenz, später kamen andere Bildungswerke, z. B. das Institute for Social and Sustainable Oikonomics Koblenz (ISSO) oder Gymnasien, hinzu. Es folgte ab 2012 die Habilitation mit der Ausrichtung auf das Thema „Verbindlichkeit“, in dem eine „transzendentale Architektonik“ und eine „pragmatistische Methodologie“ der Moralphilosophie untersucht wurde.

## Forschungsschwerpunkte
Die zentralen Themen seiner Forschung bewegen sich in den unterschiedlichen Bereichen der Moralphilosophie, also in der Metaethik, der Normativen Ethik, der Angewandten Ethik sowie in den Übergängen zur Moralpsychologie und Moralsoziologie. Seine methodologischen Studien gehen vom klassischen Pragmatismus aus und verfolgen dessen Einfluss auf die Methoden der Kulturwissenschaften. Philosophiehistorische Schwerpunkte liegen in der Philosophie des langen 19. Jahrhunderts, insbesondere in den Werken Immanuel Kants, des Deutschen Idealismus, vorwiegend der Junghegelianer. Eine Verbindung dieser Forschungsrichtungen findet sich in einem Entwurf zur Architektonik und Methodologie der praktischen Philosophie.
Er nimmt an folgenden Forschungsprojekten teil:
- ab 2009: Im Rahmen der Bundeszentrale für politische Bildung (bpb) als Herausgeber des Online Dossier Bioethik und Autor für die Schwerpunkte „Tiernutzung“ und „Corona-Krise“
- ab 2010/11: Projektarbeiten in Kooperation mit der Forschungsgruppe Embedded Universalism der Universität Zürich (EZH)
- ab 2014: Projekte im Rahmen der Gesellschaft für Dialogforschung
- ab 2015: Arbeiten für das Forschungsnetzwerk Kritische Methodologie im Rahmen der Kulturwissenschaftlichen Gesellschaft[5], wobei die pluralistische methodische Ausrichtung der Kulturwissenschaften bei einem einheitlichen methodologischen Selbstverständnis der Kulturwissenschaft untersucht wird
- ab 2018: Figurationen des Bösen in einem Forschungsprojekt mit dem deutschen Germanist Prof. Dr. Dr. Stefan Neuhaus
- ab 2023: Studien, insbesondere zur weiteren Vernetzung und im Forschungsbereich „Moralphilosophie und Pragmatismus“ im German Pragmatism Network[6], dem deutschen Zweig der International Pragmatics Association (IPrA)[7]

## Werke

### Autor

#### Bücher
- Struktur und Dynamik in Kants Kritiken. Kantstudien Ergänzungshefte. De Gruyter, Berlin 2009, ISBN 978-3-11-021232-7
- Das Ringen ums Seyn. LIT, Münster 2014, ISBN 978-3-643-12748-8
- Kant, Hegel, Peirce. Die Tragik der kategorialen Triadik. In: Hegel Jahrbuch 2016, Band 1, De Gruyter, Berlin 2016 ISSN 2192-5550[8]
- Verbindlichkeit. Transzendentale Architektonik und Pragmatistische Methodologie in der Moralphilosophie. Karl Alber, Freiburg i. Br 2021, ISBN 978-3-495-82619-5

##### Gedichte und Aphorismenbände
- Sine spe et expectatione. Aphorismen. Königshausen & Neumann, Würzburg 2010, ISBN 978-3-8260-4444-1
- Rabulisterei. Görresdruckerei, Neuwied 2013, ISBN 978-3-86972-022-7
- Anthrophobia. 100 Gedichte, von Werner Moskopp. Martin Werhand Verlag, Melsbach 2014, ISBN 978-3-943910-09-4
- Krsna-Bewusstsein. Abfälle vom Steilhang; hinter dem Acker des Volkes. Martin Werhand Verlag, S. 143, Melsbach 2015, ISBN 978-3-943910-10-0

#### Artikel
- Ein Versuch über die Transzendentalität der Scham. In; Bauks, M. & Meyer, Martin F (Hg.) Zur Kulturgeschichte der Scham, Felix Meiner Verlag, Hamburg 2010, ISBN 978-3-7873-1979-4
- Kants integrative Frage. Was ist der Mensch? In Jüttemann, G. (Hg.): Entwicklungen der Menschheit. Pabst, Lengerich 2014[9]
- Was fragst Du einen echten Mystiker, wenn er Dir begegnet? In: Otte, Ch. et al. (Hg.): Ein Dialog in Raum und Zeit. Amator Veritas, Hennef 2015[9]
- Der Präferenzutilitarismus Peter Singers. Bundeszentrale für politische Bildung, Bonn 2015[10]
- Kant, Hegel, Peirce. Die Tragik der kategorialen Triadik. In: Hegel Jahrbuch 2016, Band 1, De Gruyter, Berlin 2016 ISSN 2192-5550[8]
- Kants Religionsphilosophie. In: Bardt, U. et al. (Hg.): Lebensgefühl und Lebensform in der Postmoderne und Zukunft. LIT, Münster 2017, ISBN 978-3-643-14027-2
- Meta-, Post- und Neoethik Über die Aufgabe des Denkens. S, 134 in: Zaborowski, H. (Hg.): Heidegger Jahrbuch 10. Alber Verlag, Freiburg 2017, ISBN 978-3-495-45710-8
- De Visione Dei. Anarcho-Meditationen über eine Gesellschaft der Zukunft. S. 215 In: Lütjen, J. (Hg.): Aufklärung im Licht der Pädagogik. Möglichkeitsräume durch genuine Perspektiven: zur Kritik des Reduktionismus in Bildung und Erziehung. Psychosozial-Verlag, Gießen 2018, ISBN 978-3-8379-2851-8, ISBN 978-3-8379-7448-5 (E-Book)
- The Ubiquity of Transcendental Apperception. In: Palmquist, S. (Hg.): Kant on Intuition. Routledge. New York 2018, ISBN 978-0-429-49177-1
- Protreptikos oder Kokolores? Transzendental-pragmatizistische Überlegungen zur Metaphilosophie. Proceedings of the XXIII. World Congress of Philosophy, Athen 2018[11]
- Die Philosophie in Effi Briest. In: Neuhaus, S. (Hg.) In: Effi Briest-Handbuch. Metzlerm, Stuttgart 2019, ISBN 978-3-476-04874-5
- Verbindlichkeit als universales Prinzip kultureller Normen und Wert. S. 59 In Bermes, Ch.; Bauks, M.; Schimmer, T.; Schneider, J.; Steinicke M. (Hg.): Verbindlichkeit. Stärken einer schwachen Normativität. Bielefeld: Transcript, Bielefeld 2019, ISBN 978-3-8376-4469-2
- Über den kategorialen Zusammenhang von Sinnlichkeit und Zeitlichkeit im Transzendentalen Idealismus. In: Neuhaus, S. & Kindhäuser, P.(Hg.): Anfangen und Aufhören. Kulturwissenschaftliche Zugänge zum Ersten und Letzten. Wilhelm Fink. Paderborn 2019[12], ISBN 978-3-7705-6476-7
- „Verbindlichkeit“ – some drafts of a groundwork in moral philosophy. (englisch), In: Ethics & Bioethics (in Central Europe), 9 (1–2), 2019[13]
- Der freie Geist: ,Embodied Mystical Anarchism‘. Nietzsches Ewige Wiederkunft des Gleichen als transzendentales Konzept der Selbigkeit. In: Zwierlein, E. (Hg.): Auf dem Rücken des Tigers. LIT., Münster 2020, ISBN 978-3-643-12661-0
- Kategorien der Moralität. Erleben, Sprechen und Welten. In: Schwegler, C. et al. (Hg.). Natur – Kultur – Mensch. Sprachliche Praktiken um ökologische Nachhaltigkeit. De Gruyter, Berlin 2021
- Das Modar. Moral Detecting and Ranging. Im Dossier Bioethik der Bundeszentrale für politische Bildung 2021[14]

### Koautor
- Mit Vetter, P: Die Verbindlichkeit der Bildung.Transzendentalität und Pragmatismus in der Erwachsenenbildung. Vierteljahrsschrift für wissenschaftliche Pädagogik. LIT, Münster 2014. ISSN 0507-7230; 2589-0581[15]
- Freundschaft zwischen Transzendentalphilosophie und Transzendentalismus. S. 191–220, In Lüthe, Rudolf (Hg.).: Eine sanfte Form der Liebe. Texte zum Begriff der Freundschaft. LIT, Münster 2015, ISBN 978-3-643-12282-7
- Mit Ulrike Bardt: Meine Mission ist zu zweifeln. Emil Cioran zwischen Skepsis und Mystik. LIT, Münster 2017, ISBN 978-3-643-13303-8
- Drei Artikel mit Tina Massing: Logik und Wissenschaftstheorie. Natur. Skepsis. In: Festl, M. (Hg.): Handbuch Pragmatismus. Metzler, Stuttgart 2018, ISBN 978-3-476-04557-7
- Mit Ulrike Bardt: Lebensgefühl und Lebensform in der Postmoderne und Zukunft, Tina Massing (Hg.) LIT, Münster 2014, ISBN 978-3-643-14027-2
- Bekenntnis und Besinnung. Zur Transzendentalität der Bildung. Vierteljahrsschrift für wissenschaftliche Pädagogik. Bd. 96 02.2020. S. 281–295. 2020, ISSN 0507-7230
- Die Festschrift. Überlegungen zur Selbstdarstellung auf Umwegen. In: Hannappel, M. und Fries, F. (Hg.): Die Freunde der italienischen Oper, Springer VS., Wiesbaden 2020, ISBN 978-3-658-30528-4
- Mit Eduard Zwierlein und Azadeh Ataeian: Auf dem Rücken des Tigers. Nietzsches dionysische Lebens-Kunst. LIT, Münster 2014, ISBN 978-3-643-12661-0
- Ethics at Our Borders. Interview with Professors of Ethics and Peace- and Conflict Studies. Im Podcast: Beyond Borders (2021)

#### Gedichte und Aphorismenbände
- Junge Lyrik II – 50 Dichterinnen und Dichter. Martin Werhand Verlag, Melsbach 2000, ISBN 3-9806390-0-2
- Die Jahreszeiten der Liebe. 36 Dichterinnen und Dichter. Martin Werhand Verlag, Melsbach 2006, ISBN 978-3-7873-1980-0

### Herausgeber
- Mit Wolf-Andreas Liebert: Die Selbstermächtigung der Einzigen. Texte zur Aktualität Max Stirners. Mit Beiträgen von Saul Newman, Maurice Schumann, Wolfgang Eßbach, Bern A. Laska, Jean-Claude Wolf. LIT, Münster 2014, ISBN 978-3-643-12454-8

- Dossier Bioethik der Bundeszentrale für politische Bildung 2022[16]
- Schwerpunkt Corona. Im Dossier Bioethik der Bundeszentrale für politische Bildung 2021[17]
- Tiernutzung. Eine Einführung. Im Dossier Bioethik der Bundeszentrale für politische Bildung 2021[18]

- Mit Stefan Neuhaus: Figurationen des Bösen – Ein Kompendium. Autoren (Auswahl): Ulrich Horstmann, Volker Ladenthin, Oliver Dimbath, Michaela Bauks, Ulli Roth, Artur R. Boelderl, Nicole Hoffmann, Werner Moskopp, Konigshausen und Neumann, Würzburg 2023, ISBN 978-3-8260-7703-6

- Mit Wolf-Andreas Liebert und Tanja Gnosa, Dialogforschung – Hermeneutische Studien nach Klaus Otte, LIT, Münster 2023, ISBN 978-3-643-15215-2

## Auszeichnungen
- 2008 Auszeichnung mit dem Koblenzer Hochschulpreis durch den Förderkreis Wirtschaft und Wissenschaft.[19]